# Лепельское
Ле́пельское (бел. Ле́пельскае) — озеро в Витебской области, на южном берегу которого расположен город Лепель.

## Описание
Озеро Лепельское — наиболее крупный водоём в Лепельском районе. Котловина озера имеет сложное строение и состоит из 3-х частей, имеющих свои названия. Северная — Кустинское озеро — с преобладающими глубинами 10-18 м. Самое большое по площади — Городское озеро — объединяет центральную и южную часть водоёма. Преобладающие глубины — 13-15 м, у городского пляжа доходят до 19,5 м. Строение этой части озера осложнено многочисленными поднятиями, отмелями и островами. Узкий и мелководный пролив на востоке соединяет Городское озеро с Белым — самой глубоководной частью водоёма. Здесь же отмечена максимальная глубина (33,7 м), у дер. Новое Лядно.
Берега озера сильно изрезаны, длина береговой линии 39,65 км — третье место по протяженности (после Нещердо и Нарочи). Преобладают низкие и заболоченные берега, часто покрытые кустами или лесом.
В южной части в озеро впадает река Эсса, которая являлась частью построенной в 1797—1804 гг. Березинской водной системы. С севера в озеро впадает река Зеха. Кроме этого поступление вод дают несколько небольших ручьев. В юго-восточной части озера берёт начало река Улла — левый приток Западной Двины.
На озере имеется 7 островов, общей площадью 6,3 га.

## Происхождение названия
Согласно лингвисту К. Буге, название озера балтское, первоначально корень имел вид Lēpja, название связано с латышским lēpa «водная лилия», литовским lėpis «Calla palūstris (растение Белокрыльник болотный)».
Согласно В. Никонову, название Лепельского озера может происходить от латышского leepa «липа» или lehpa «кувшинка». Также оно могло быть оставлено ещё финноязычным народом до прихода балтов (например, финно-угорское lepa «ольха» и названием села Леппа в Эстонии или посёлок Леплей в Мордовии, название которого с мокшанского переводится как «ольховый овраг»).

## Растительный мир
В озере насчитывается 30 видов макрофитов. Из полупогруженных и водно-болотных доминируют тростник, манник водный, осоки, рогоз. Из подводных — рдесты, элодея канадская, уруть, лютик жестколистный. Особенностью зарастания водоёма является почти полное отсутствие растений с плавающими листьями, которые отмечены лишь в месте впадения реки Зехи.

## Животный мир
Ихтиофауна озера относится к лещево-судаковому типу. Основные виды рыб — лещ, судак, окунь, плотва, краснопёрка, уклея, линь, налим. Озеро периодически зарыбляется.

## Экология
В 1958 году после сооружения Лепельской ГЭС уровень воды в озере был поднят на 3,5 м. В начале 70-х гг. ГЭС была закрыта, однако уровень воды оставлен на прежней отметке. ГЭС повторно введена в эксплуатацию в 2003 году.
Интенсивное воздействие на озеро оказывают близлежащие деревни и особенно город Лепель. Осуществляется вырубка лесов, распашка берегов, ранее — промышленный лов рыбы.